# Тонкопалий гекон
Тонкопалий гекон (Tenuidactylus) — рід геконів родини геконових (Gekkonidae). Станом на 2024 рік описано 8(9) видів. Поширені в Південно-Західній, Центральній та Південно-Східній Азії. Мешканці пустель, аридних передгір'їв та гір. 

## Опис
Це дрібні та середнього розміру гекони загальною довжиною до 18 см, більшу половину якої складає хвіст. Пальці довгі, викривлені, 2 або 3 останні фаланги стислі з боків й з'єднані один з одним під кутом. Пальці з боків не мають бахроми з рогових зубчиків. Знизу пальці вкриті одним рядом підпальцевих пластинок. Зіниці вертикальні із зазубреними краями. Преанальні та стегнові пори розвинені тільки в самців. Преанальні пори не відокремлені проміжком від стегнових, вони розташовані майже по прямій лінії.
Тулуб зверху та з боків вкрито однорідною, більш-менш зернистою дрібною лускою, між якою в деяких видів розташовані великі, часто опуклі й ребристі луски або горбки. Голова зверху вкрита численними дрібними, округлими, злегка опуклими лусочками. Сегментація хвоста виражена добре. Невисокі хвостові горбки широко стикаються між собою в півкільцях одного сегменту, оточені 1—2 дрібними горбками й дрібною лускою.
Основний фон забарвлення верхньої сторони тіла, як правило, світло-сірий або піщаний. Візерунок витриманий у темно-охристих та коричневих тонах і складається на спині з 4—7 поперечних темних смуг, на хвості — з 7—12 смуг.

## Поширення
Представники роду поширені в Південно-Західній, Центральній та Південно-Східній Азії. 2 види ендемічні  .

## Особливості біології
Представники роду населяють глинясті та кам'янисті пустелі, напівпустелі, аридні передгір'я та гори до висоти 2300  м н. р. м. Часто трапляються в населених пунктах біля будівель та помешкань людини. Активні з березня по лютий залежно від погодних умов та місцевості, а також під час відлиг у теплі зими.
Живляться різноманітними безхребетними, переважно комахами, павуками та багатоніжками.
Тонкопалі гекони належать до яйцекладних плазунів. Самиці відкладають, як правило, 1—2 яйця в травні—червні. Зазвичай роблять 2 кладки за сезон. 

## Систематика
Рід описаний у 1984 році українським герпетологом Н. Н. Щербаком і російським герпетологом М. Л. Голубєвим. Раніше представники роду в різний час включали до складу родів Cyrtopodion та Gymnodactylus.
Станом на 2024 рік описано 8(9) видів:
- Tenuidactylus bogdanovi — Гекон Богданова
- Tenuidactylus caspius — Гекон каспійський
- Tenuidactylus dadunensis
- Tenuidactylus elongatus
- Tenuidactylus fedtschenkoi — Гекон туркестанський
- Tenuidactylus longipes — Гекон довгоногий
- Tenuidactylus microlepis
- Tenuidactylus turcmenicus — Гекон туркменський
- Tenuidactylus voraginosus